# Geheimnisse des Herzens
Geheimnisse des Herzens (Originaltitel Secretos del corazón) ist ein spanisches Jugenddrama aus dem Jahr 1997 von Montxo Armendáriz. Der Film wurde auf der Oscarverleihung 1998 für einen Oscar in der Kategorie „Bester fremdsprachiger Film“ nominiert.

## Handlung
Javi ist neun Jahre alt und wächst mit seinem älteren Bruder Juan bei zwei unverheirateten Tanten in einer spanischen Kleinstadt auf, wo die Knaben auch zur Schule gehen. Die Kinder sehen ihre Mutter, die auf dem Land lebt, nur in ihren Ferien. Für Javi ist ein Zimmer in einem leerstehenden Haus, das ihm sein Bruder zeigt, von besonderem Interesse, da niemand es betreten darf und der Raum stets zugesperrt ist. Von Juan erfährt er, dass der gemeinsame Vater dort tot aufgefunden worden ist und seine Schreie an diesem Ort immer noch zu hören seien. Für Javi ein weiterer Grund, die Welt der Erwachsenen nicht zu durchschauen. Mit seinem Freund Carlos versucht er, nicht nur die Geheimnisse, die das Haus birgt, zu ergründen, sondern auch das Verhalten der Erwachsenen zu erforschen.
Auch andere Dinge machen dem Jungen zu schaffen. So wird er beispielsweise von einem älteren Jungen ziemlich rüde aufgeklärt, als seine Hündin und ein Schäferhund kopulieren, dass sie halt „vögeln“ würden. Was das Wort bedeutet, ist ihm allerdings nicht wirklich klar.

## Produktionsnotizen
Gedreht wurde in Madrid, Navarra und Tudela im Süden der Region Navarra im Ebro-Tal in Spanien.
Der Film befand sich 1997 im Wettbewerb bei den Internationalen Filmfestspielen in Berlin und konnte den Filmpreis Der Blaue Engel gewinnen. In Spanien kam er am 19. März 1997 in die Kinos. In den USA hatte er seine Premiere unter dem Titel Secrets of the Heart beim Chicago International Film Festival.

## Soundtrack
- Muchata bonita (José Solá), gesungen von Entrique Guzmán
- Lord You Made the Night Too Long (Sam Lewis, Victor Young), gesungen von Louis Armstrong[2]
- Amar y vivir (Consuelo Veláquez), gesungen von Antonio Machín
- Garbancito (Felipe Alcántara)
- Dame Felicidad (Free Me)
- Vamonos (José Alfredo Jiménez)

## Kritik
Die Filmdatenbank Filmernst sprach von einem faszinierende[m] Jugenddrama, das „in atmoshärisch dichten Bildern erzähl[e]“ und „gekonnt Elemente des Kinderfilms mit denen eines Mystery-Thrillers“ mische.
Das Filmmagazin Cinema zog folgendes Fazit über die „zärtliche Kindheitsstudie des baskischen Vorzeigeregisseurs Montxo Armendáriz“: „Neugier, Angst und Unschuld als pure Poesie“.
Kabel eins befand, dass es sich um einen „einfühlsame[n] Film“ handele, „der sich ganz auf die kindliche Vorstellungswelt seines Protagonisten ein[lasse], um die Geheimnisse und Nöte, aber auch die schönen Seiten der Kinheit einzufangen.“

## Auszeichnungen (Auswahl)
- 1997: Nominierung auf der Berlinale für den Goldenen Bären und den Blauen Engel. Montxo Armendáriz war Gewinner des Blauen Engels.
- 1997: Gewinner des Ondas Film Awards in der Kategorie „Bester Film“.
- 1997: Gewinner des Audience Choice Awards beim Chicago International Film Festival, außerdem nominiert für den Gold Hugo in der Kategorie „Bester Film“
- 1998: Nominierung für den Oscar in der Kategorie „Bester fremdsprachiger Film“. Der Oscar ging an das niederländische Filmdrama Karakter und Mike van Diem.
- 1998: Sieger beim Cartagena Film Festival, Gewinner des Golden India Catalina in drei Kategorien („Beste Nebendarstellerin“ Charo López; „Beste Regie“ Montxo Armendáriz, „Beste Kamera“ Javier Aguirresarobe), außerdem nominiert als „Bester Film“
- 1998: Gewinner des CEC Award bei den Cinema Writers Circle Awards in den Kategorien „Bester Film“, „Beste Regie“, „Bestes Drehbuch“
- 1998: Gewinner des Goya Awards in den Kategorien „Beste Nebendarstellerin“ (Charo López); Bester Nachwuchsdarsteller (Andoni Erburu); „Bester Ton“ (Gilles Ortion, Alfonso Pino, Bela María da Costa); „Bestes Szenenbild“ (Félix Murcia). Nominierungen gab es in den Kategorien „Bester Film“; „Beste Regie“; „Beste Nebendarstellerin“ (Vicky Peña); „Bestes Drehbuch“ und „Bester Schnitt“ (Rosario Sáinz de Rozas).
- 1998: Gewinnerin des Award of the Spanish Actors Union Charo López als beste Nebendarstellerin. Andoni Erburu gewann den Newcomer Award.
- 1998: Gewinner des Audience Award beim Toulouse Cinespaña Montxo Armendáriz
- 1998: Gewinner des Turia Award Montxo Armendáriz für den „Besten Spanischen Film“